# 宇都宮市立戸祭小学校
宇都宮市立戸祭小学校（うつのみやしりつ とまつりしょうがっこう）は、栃木県宇都宮市戸祭一丁目にある公立小学校。

## 沿革
- 1922年（大正11年）6月15日 - 宇都宮尋常小学校西分校教場として創立
- 1923年（大正12年）4月1日 - 宇都宮戸祭尋常小学校として独立
- 1941年（昭和16年）4月1日 - 宇都宮市立戸祭国民学校と改称
- 1947年（昭和22年）4月1日 - 宇都宮市立戸祭小学校と改称
- 1954年（昭和29年）4月1日 - 通学区域の一部（戸祭元町）を宇都宮市立昭和小学校へ分割編入
- 1969年（昭和44年）4月1日 - 
  - 宇都宮市立星が丘中学校と敷地交換し、現在地に移転。
  - 通学区域の一部（星が丘1 - 2丁目、清住1 - 4丁目）を宇都宮市立昭和小学校へ分割編入
- 1970年（昭和45年）7月9日 - プール完成
- 1984年（昭和59年）11月22日 -  創立60周年、新校舎落成記念式典挙行
- 1991年（平成3年）3月11日 - 体育館改築工事竣工
- 1997年（平成9年）6月10日 - 木造校舎焼失

## 校歌
- 創立時から今日まで作曲者石井勝也と作詞者小林友雄は同一ながら、1953年（昭和28年）を境に歌詞とメロディが変更された。

## 通学区域
- 通学区域は以下の通り[1]。
- 宇都宮市
  - 一ノ沢町の一部
  - 北一の沢町の一部
  - 桜4丁目の一部
  - 戸祭1丁目 - 4丁目
  - 戸祭町の一部
  - 中戸祭1丁目
  - 中戸祭町の一部
  - 東宝木町
  - 松原1丁目 - 3丁目